# Jacques Sacré
Jacques Sacré, né le 17 juillet 1947 à Verviers (province de Liège), est un écrivain, scénariste de bande dessinée et vétérinaire belge.

## Biographie
Jacques Sacré naît le 17 juillet 1947 à Liège. Il est animateur pendant plus de dix ans d'un mouvement de jeunesse : le Patro, il en deviendra le président pendant la période de mai 68. Après des humanités gréco-latines au Collège Saint-Louis, il entre à l'Université de Liège où il obtient son diplôme en médecine vétérinaire et exerce en région liégeoise.
Il rédige, pour une revue locale, les Carnets Vétérinaires, une série d'articles d'information à la clientèle, reprise, par la suite, dans un journal local. Il anime des émissions de radio vétérinaires sur Radio Contact, puis sur les ondes de la RTBF.
En 1992 il recourt à  l'auto-édition sous la dénomination « Jacques Sacré Éditions » pour son premier recueil de contes et légendes Contes et légendes de Mageret, qu'il réédite six mois plus tard, et dont il réalisera aussi l'illustration, le graphisme et la mise en page. Il devient alors membre de l'association des écrivains de Belgique. Il présente en personne ses contes lors de manifestations dont « La fureur de lire ». L'éditeur luxembourgeois Jean-Pol Schortgen le pressent d'écrire les scénarios d'une série humoristique de bande dessinée Les Aventures du roi Gambrinus, pour le dessinateur Christian Jacot (2 tomes, 1996-1997). Entre-temps, il écrit la trilogie Contes et légendes d'Achouffe (dans la région d'Houffalize). Pour ceux-ci, il obtient la participation de nombreux peintres, graveurs, dessinateurs de bande dessinée. Deux volumes paraissent. 
Il participe aux réunions d'animation conteurs-écrivains, réalisées par la province de Luxembourg. Parallèlement, il affirme son goût du bien boire et de faire bonne chère dans différentes confréries dont notamment celle de la Chouffe qu'il a cofondée,. Il  participe à des conférences et des formations dans les écoles. Il lance Les Éditions du Nuton en 2000.
Lors de l'année Simenon à Liège en 2003, et pour le départ du Tour de France au Pays de Liège en 2004, il crée pièces de théâtre, affiche, nouvelle, étude et recueil de recettes.

## Œuvres
- Mémoire de fée, illustré par René Hausman, Mittéï, Schortgen, coll. « Légendes de nos villages », 1996.
- Jacques Sacré et André Coppens (ill.), Bon appétit, commissaire Maigret, ou Maigret et la table[9], Liège, éditions du Céfal, 2004, 82 p. (ISBN 978-2-87130-148-6, lire en ligne).
- Le Tour gourmand de France : ... au pays de Liège, illustré par André Coppens, Éditions du Céfal, Liège, 2004  (ISBN 2-87130-196-4).
- Les Enquêtes incomplètes du Commissaire Georges, Éd. L'Échelle de Cristal, Cergy-Pontoise, préface de Pierre Mondy, 2007  (ISBN 9782916593074).
- J'écris un livre de cuisine, Éditions Écrire Aujourd'hui, Angers, 2008  (ISBN 978-2-909725-34-5).
- L'Étudiant en cuisine, Éditions du Céfal, Liège, 2011  (ISBN 9782871302995).
- Le Carnet du vétérinaire : petit guide pour propriétaires d'animaux de compagnie[3], préface de Paul Galand, guide pratique, Edipro, coll. « Métiers », Liège, 2011  (ISBN 978-2874961588).
- Les Aventures d'Alzée le chat, roman jeunesse, illustré par Jean-Luc Pion, Éditions Chamamuse, 1er janvier 2014  (ISBN 978-2919711154) 50 p.
- Les Enquêtes incomplètes du Commissaire Georges t. 1, Le Lys bleu éditions, Paris, 2020  (ISBN 9791037705945).
- Les Enquêtes incomplètes du Commissaire Georges t. 2, Le Lys bleu éditions, Namur, 2023  (ISBN 9791042202453).
- La Cuisine des petits Belges, Le Lys bleu éditions, Namur, 2024  (ISBN 9791042229641).

### Albums de bande dessinée

#### Les Aventures du roi Gambrinus
- 1. Le Fond du tonneau, Schortgen, juin 1996
Scénario : Jacques Sacré - Dessin et couleurs : Christian Jacot -  (ISBN 2-87953-108-X)
- 2. FT, Schortgen, juillet 1997
Scénario : Jacques Sacré - Dessin et couleurs : Christian Jacot